# Amor de Alma
Amor de Alma é um  álbum de estúdio da dupla Victor & Leo, lançado em 1º de novembro de 2011. O CD foi totalmente produzido e arranjado pela dupla. Também conta com a participação da cantora Paula Fernandes em uma das canções. A primeira música de trabalho do álbum carrega o nome do disco, “Amor de Alma”. O álbum também traz a versão da canção "Sexy Yemanjá" de Pepeu Gomes e também regravações do clássico "Fuscão Preto" de Almir Rogério, "O Doutor e a Empregada" de Sérgio Reis, "Passe Livre" de Teodoro e Sampaio e "Se eu Não Puder te Esquecer" de Moacyr Franco, além de uma canção totalmente no estilo forró: "Boteco de Esquina". O álbum recebeu disco de platina pela marca de 80 mil discos vendidos.

## Divulgação
A dupla esteve no Domingão do Faustão no dia 23 de outubro e cantaram várias músicas do novo álbum. A dupla cantou a canção "Boteco de Esquina". Logo em seguida, eles cantaram um trecho da canção "Fuscão Preto". A dupla também cantou "Sexy Yemanjá". Eles também cantaram a canção "Lágrimas". A dupla também cantou o single do álbum "Amor de Alma". A dupla esteve no TV Xuxa no dia 03 de dezembro e tocou seus sucessos como Amor de Alma, Sexy Iemanjá, regravação da abertura da novela Mulheres de Areia, Fuscão Preto, Boteco de Esquina - que conta a história do início de carreira dos dois - e Venha Ver o mar, uma das canções favoritas de Xuxa.

## Sobre o álbum
A música “Boteco de Esquina”, um forró, presta uma homenagem aos cantores de boteco com uma história sobre um barzinho. Um detalhe interessante é que a música não tem refrão. São 4 estrofes, cada uma destacando um aspecto interessante dos botecos que só quem canta nesses lugares sabe. Na ordem das estrofes: o garçom boa praça, a mulher casada que dá em cima do cantor, os aniversariantes (só Deus sabe quantas vezes os cantores de bar cantam “Parabéns pra você” por noite) e o bebum que fica até o final e insiste em pedir música mesmo depois do som desligado (ele pede a canção "Fio de Cabelo" de Chitãozinho & Xororó). Aberta com levada que evoca arranjos do Britpop, a faixa-título - Amor de Alma (Victor Chaves) - é exemplo da habilidade do compositor na formatação de melodias e refrãos ganchudos. A sensível balada Sonhos & Ilusões em Mim (Victor Chaves), foi gravada com a participação de Paula Fernandes, a cantora-sensação do sertanejo pop neste ano de 2011. A boa arquitetura das composições da dupla está evidenciada também em Mal Resolvido (Victor Chaves e Leo Chaves), canção que flerta com a levada do folk rock neste disco em que os violões disputam espaço com o acordeom. A dupla regravou Fuscão Preto (Jeca Mineiro e Atílio Versutti) - hit nacional de Almir Rogério em 1982 - e O Doutor e a Empregada (Roniel e Augusto Alves Pinto), temas populistas unidos em pot-pourri forrozeiro que culmina com a inédita O Fuscão e a Empregada (Victor Chaves). Da mesma forma, a moldura de Passe Livre (Teodoro e Tupy) - guarânia do repertório da dupla Teodoro & Sampaio - soa kitsch face ao repertório da dupla. Em contrapartida, Sexy Yemanjá (Pepeu Gomes e Tavinho Paes) - hit dePepeu Gomes em 1993 ao ser propagado na abertura da novela Mulheres de Areia, ora em reprise na TV Globo - se ambienta bem no clima de arrasta-pé que pauta metade de Amor de Alma.

## Recepção da crítica
| Críticas profissionais | Críticas profissionais |
| Avaliações da crítica  | Avaliações da crítica  |
| Fonte                  | Avaliação              |
| ---------------------- | ---------------------- |
| BlogNejo               | (8.5/10)               |
| Notas Musicais         | [ 15 ]                 |

Marcus Vinícius do "BlogNejo" escreveu que "o disco “Amor de Alma” é uma clara demonstração que a dupla se preocupa, sim, com o que o público que frequenta seus shows está querendo. Ao invés das tradicionais baladas com longos arranjos de violão, o disco traz principalmente canções com pegada dançante e ainda resgata os pout pourries com grandes sucessos sertanejos, que não apareciam nos discos de Victor & Leo desde o DVD “Ao Vivo em Uberlândia”. Vinicius criticou o fato que "o disco peca na distribuição exageradamente certinha das faixas. Da faixa 01 à faixa 06, a alternância entre um vanerão e uma balada. Da 07 à 09, as regravações. E da 10 à 12, as músicas tocadas somente no violão." No final da avaliação, ele concluiu que " é notável como o “Amor de Alma” busca de fato agitar um pouco mais a galera nos shows da dupla." Já Mauro Ferreira do "Notas Musicais" disse que "Amor de Alma é álbum direcionado aos arrasta-pés que animam os interiores do Brasil, em especial em São Paulo e no Nordeste." Ferreira também disse que "Mesmo que não seja tão sedutor ou renovador quanto Boa Sorte Pra Você (2010), Amor de Alma reitera o talento de Victor Chaves como compositor." Ferreira encerrou a resenha dizendo que "No todo, mesmo com excesso de forró, o álbum resulta interessante pela leveza do som de Victor & Leo. Seja nas baladas ou nos forrós, o sertanejo pop da dupla jamais soa pesado ou lacrimoso como os de seus colegas."

## Recepção comercial
A dupla foi presenteada com o disco de platina pela marca de 80 mil discos vendidos do álbum Amor de Alma. A dupla se apresentou no palco do programa TV Xuxa no dia 03 de dezembro de 2011 e recebeu a placa da mão de Xuxa. Victor Chaves foi audacioso e disse que "É pouco ainda, hein. Vamos voltar aqui outra vez, porque esse número ainda vai dobrar".

## Faixas
| N.º | Título                                                           | Compositor(es)                                                              | Duração |  |
| 1.  | "Boteco de Esquina" (Citação musical: Fio de Cabelo)             | Victor Chaves; Marciano/Darci Rossi                                         | 2:15    |  |
| 2.  | "Amor de Alma"                                                   | Victor Chaves                                                               | 2:34    |  |
| 3.  | "Venha Ver o Mar"                                                | Victor Chaves                                                               | 2:36    |  |
| 4.  | "Mal Resolvido"                                                  | Victor Chaves, Leo Chaves                                                   | 2:57    |  |
| 5.  | "Lu"                                                             | Victor Chaves                                                               | 3:37    |  |
| 6.  | "Lágrimas"                                                       | Marcelo Martins, Sérgio Porto                                               | 3:13    |  |
| 7.  | "Sexy Yemanjá"                                                   | Pepeu Gomes, Tavinho Paes                                                   | 3:24    |  |
| 8.  | "Fuscão Preto / O Doutor e a Empregada / O Fuscão e a Empregada" | Jeca Mineiro, Atilio Versutti / Roniel, Augusto Alves Pinto / Victor Chaves | 3:59    |  |
| 9.  | "Passe Livre / Se Eu Não Puder te Esquecer"                      | Teodoro, Tupy / Moacyr Franco                                               | 4:22    |  |
| 10. | "Sonhos e Ilusões em Mim" (Part. Paula Fernandes)                | Victor Chaves                                                               | 3:40    |  |
| 11. | "Longe"                                                          | Victor Chaves                                                               | 2:56    |  |
| 12. | "Se Não For Amor"                                                | Victor Chaves                                                               | 2:23    |  |

| iTunes Brasil - Bônus |                        |                               |         |  |
| N.º                   | Título                 | Compositor(es)                | Duração |  |
| 13.                   | "Amor de Alma" (Remix) | Victor Chaves                 | 2:50    |  |
| 14.                   | "Lágrimas" (Remix)     | Marcelo Martins, Sérgio Porto | 4:06    |  |

## Músicos
- Bateria:André Campagnani e Leo Pires em ("Amor de Alma" e "Mal Resolvido")
- Percussão:Alexandre de Jesus
- Baixo:Ivan Corrêa
- Acordeom:Jander Paiva
- Violões:Victor Chaves
- Vozes:Victor & Leo

## Vendas
| País          | Certificação | Vendas   |
| ------------- | ------------ | -------- |
| Brasil - ABPD | Platina      | 100.000+ |